# Shorebreak

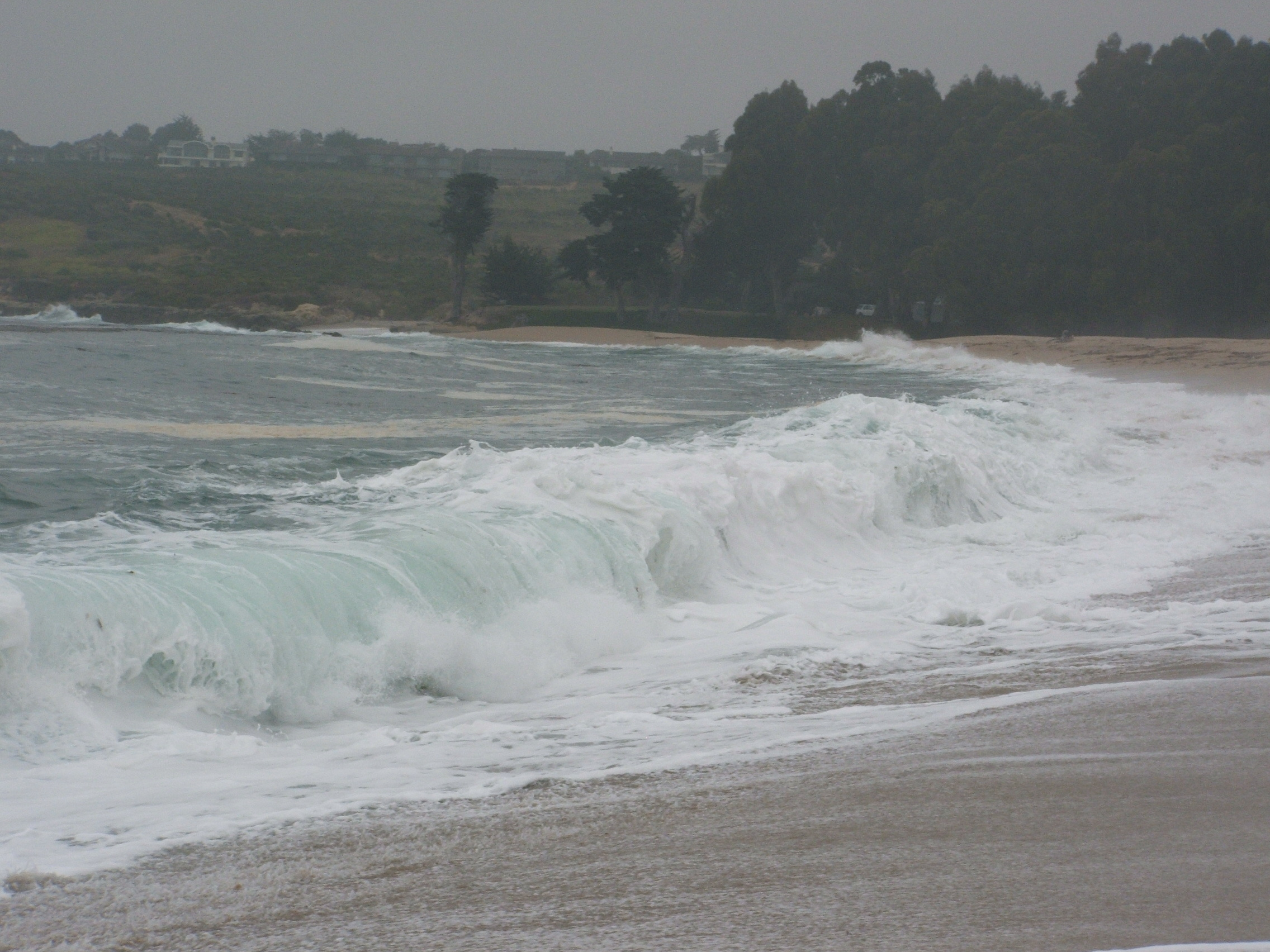
Kleiner Shorebreak an einem Sandstrand

Shorebreak ist ein im Surfer-Jargon verwendeter Begriff für Wellenbrechen, bei dem die Wellen bei geringer Wassertiefe nahe dem Ufer sehr kurz brechen.

## Entstehung des Shorebreak
Der Shorebreak entsteht in der Regel mit der Ebbe: Ablaufendes Wasser sorgt für geringe Wasserstände, so dass die Wellen früher auf Grund treffen und brechen. Verstärkend wirkt sich das rücklaufende Wasser vorheriger Wellen aus. Die Zeitspanne zwischen dem Aufbau der sich brechenden Welle und dem Brechen ist also sehr gering.

## Gefahren
Zwei Aspekte machen den Shorebreak gefährlicher als andere Brandungsarten: Beim Shorebreak verteilt sich die Wucht der Welle erstens auf eine kürzere Strecke als bei länger auslaufenden Wellen. Zweitens ist die Wassertiefe beim Shorebreak sehr gering, so dass beispielsweise ein in der Brandung stehender Badender den Wellen eine größere Angriffsfläche bietet und ihn ergreift. Besonders bei einem steinigen (oder Kies-) Grund können brechende Wellen für Surfer gefährlich werden, weil diese von der Welle direkt auf den Grund geworfen werden. Je nach Größe der Welle kann dies zu schweren Verletzungen der Wirbelsäule und zu Zervikaltraumata führen. Des Weiteren besteht durch das ablaufende Wasser der Ebbe in Kombination mit dem ablaufenden Wasser der Wellen zur Gefahr von Unterströmung.

## Spots mit Shorebreak
An deutschen Spots ist der Shorebreak wegen der gemäßigten Wellenhöhen selten vorzufinden. In Europa sind als potentielle Shorebreak-Küsten die französischen, spanischen und portugiesischen Atlantikküsten zu nennen. Den heftigsten Shorebreak weltweit findet man an den Stränden von Waimea Bay auf Hawaii oder von The Wedge am Newport Beach in Kalifornien. Diese Wellen können leicht in einer Wassertiefe von nur 60 Zentimetern eine Höhe von 5 Metern erreichen. Von dem Naturphänomen Shorebreak geht eine besondere Faszination aus, die daher auch häufig Motiv von künstlerischen Fotos wird.

## Bodyboarding im Shorebreak
Sehr erfahrene Surfer und Bodyboarder schätzen den Shorebreak trotz der Gefahren, da er eine besondere Herausforderung darstellt.
In dem Moment, in dem die Welle bricht, ist die Entfernung zum Strand gering. Das Risiko, dass das Bodyboard dabei zerbricht, ist bei steinigem Untergrund höher als bei sandigem Untergrund wie an der französischen Atlantikküste. Das Risiko von Schürfwunden kann durch das Tragen eines Neoprenanzugs verringert werden.